# ماري غانتس
ماري غانتس (بالإنجليزية: Marie Ganz)‏ هي لاسلطوية أمريكية، ولدت في 1891 في أوكرانيا، وتوفيت في 1968 في Saint Vincent's Catholic Medical Centers ‏ في الولايات المتحدة.